# Masaaki Yanagishita
Masaaki Yanagishita (jap. 柳下 正明 Yanagishita Masaaki; ur. 1 stycznia 1960) – japoński piłkarz.

## Kariera klubowa
Od 1982 do 1992 roku występował w klubie Yamaha Motors.

## Kariera reprezentacyjna
W 1979 roku Masaaki Yanagishita zagrał na Mistrzostwach Świata U-20.

## Kariera trenerska
Po zakończeniu piłkarskiej kariery pracował jako trener w Júbilo Iwata, Consadole Sapporo, Albirex Niigata i Zweigen Kanazawa.